# Alfa Kentauridy
Alfa Kentauridy jsou meteorický roj v souhvězdí Kentaura, vrcholící každý rok na začátku února. Průměrnou magnitudu mají kolem 2,5, maximální četnost činí tři meteory za hodinu.
Jsou pozorovány od roku 1969, s jedním možným zaznamenaným pozorováním v roce 1938. Existuje zpráva o pozorování v roce 1988, ale nebyla založená na skutečnosti. 